# Бага (царь Мавретании)
Бага — царь Мавретании в III веке до н. э.

## Биография
После смерти правителя Восточной Нумидии престарелого Эзалка против его наследника Капуссы выступил представитель враждебного знатного рода Мазетул. Капусса погиб в бою, и Мазетул стал управлять страной от имени младшего сына Эзалка Лакумаза.
Узнав об этих событиях,  племянник Эзалка Массинисса, сын Галы, находившийся в то время в Испании и воевавший на стороне карфагенян против Рима, поспешил вернуться в Африку. Он «смиренно и униженно» обратился к Баге с просьбой о поддержке. В предоставлении военной помощи Бага отказал, но дал отряд из четырёх тысяч человек для охраны в пути. Масинисса смог успешно достигнуть границ своей страны, где его встретили заранее извещённые приверженцы. Здесь сын Галы в соответствии с условиями соглашения с Багой отослал мавров обратно, хотя сторонников Массиниссы собралось значительно меньше, чем он рассчитывал.